# Iwasaki Yatarō
Yatarō Iwasaki (岩崎弥太郎 Iwasaki Yatarō?,  9 de enero de 1835 - 7 de febrero de 1885) fue un empresario japonés, hijo de una familia samurái, quien tuvo un importante papel en la industrialización de Japón. Es conocido por ser el fundador de Mitsubishi.

## Biografía
Yatarō Iwasaki nació en 1835, en la provincia de Tosa. Siendo joven dejó su pueblo natal y se fue a Osaka, donde se hizo buena reputación como comerciante de arroz. En 1860, viajó a Nagasaki donde conoció a comerciantes occidentales. 

### Mitsubishi
En 1870, Iwasaki arrendó tres barcos obsoletos y con ellos estableció la Compañía de correo a vapor Tres Diamantes (三菱グループ Mitsubishi?). La transformó rápidamente en la compañía naviera más grande de Japón. Amplió sus actividades a construcciones navales, minas de metal y carbón. 
Cuando el gobierno de Japón planeaba que iba a unificar la moneda japonesa, Yataro escuchó que el gobierno central iba a comprar las monedas de cada gobierno local. De este modo, compró muchas monedas locales y las vendió al gobierno central. Ganó una fortuna en esta actividad, pese a que era lo que hoy se conoce como hacer negocios con información privilegiada.
Después, Mitsubishi se dedicó al transporte militar. Como recibió numerosos pedidos del gobierno, Yataro dijo “donde está el gobierno, Mitsubishi puede estar”. Pero, a veces le criticaron por su monopolio de negocio.
En 1882, comenzó una nueva compañía de transporte. Compitieron más o menos por 2 años, los precios del transporte bajaron hasta la décima parte del primer precio. También en esta época, algunas empresas extranjeras tuvieron acceso al mercado japonés, entonces, Mitsubishi compitió contra ellas también. Al fin, Yataro ideó un sistema para financiar a otra empresa utilizando como garantía los barcos y ganó la competencia contra otras empresas. Este negocio fue el inicio de lo que posteriormente sería el Banco de Mitsubishi.

## Legado
Después de su muerte en 1885, su hermano y su hijo heredaron su negocio. Desde entonces, Mitsubishi se expandió a todos los sectores de la economía como la industria pesada, refinerías de petróleo, químicos, fábricas de aviones, bancos, seguros. Pero es mundialmente reconocida por la fabricación de automóviles, camiones y autobuses.